# Дюрбе Мехмеда II Ґерая
Дюрбе Мехмеда II Ґерая (крим. II Mehmed Geray dürbesi, Дюрбе трьох ханів, Великий восьмигранник) — ханська усипальниця XVI ст. у Бахчисараї. Розташоване дюрбе на вул. Нахімова / вул. Будьонного.
Великий восьмигранник зведено наприкінці XVI — на початку XVII ст., у найкращих традиціях османського зодчества, запозичених Кримом зі Стамбула. В основу плану споруди покладено надзвичайно правильний восьмигранник із входом із північно- східного боку. Стіни мавзолею складені з каменю-вапняку, який добре обтесано та майстерно оброблено зубаткою; шви на стінах ретельно підігнані, кладка виконана ідеально рівно, деталі змодельовані дуже делікатно, конструктивність та логічність кожної частини повністю гармоніюють із загальною композицією. Усе це свідчить про високу майстерність творців цієї монументальної споруди.

## Поховання
У тюрбе поховані хани Мехмед II Ґерай (помер 1584 р.), Саадет II Ґерай (помер 1588 р.), Мехмед III Ґерай (помер 1629 р.) (батько, син та онук), а також Мурад та Сафа Ґераї (брат і син Мехмеда III Ґерая).
Усі троє в різний час боролися за свою ханську гідність, усі троє знайшли трагічну загибель за межами Криму, і всі троє повернулися на Батьківщину лише мертвими, щоб бути відданими землі тут, в Азізі.